# Scamper
Gills Bay Boy (1977 – 4 juillet 2012), surnommé Scamper, est un cheval hongre Quarter Horse bai. Il est connu pour ses succès en compétition de barrel racing. Le cavalier Charmayne James monte Scamper de 1984 à 1993 dans les finales américaines de rodéo. Retiré depuis de la compétition, Scamper a été cloné en 2006 par la société ViaGen. Le clone, surnommé Clayton, est destiné à être un étalon d'élevage. Scamper meurt le 4 juillet 2012, à l'âge avancé de 35 ans.